# Sierra de Zuñi
La sierra de Zuñi (Navajo:Naasht’ézhí Dził o Ńdíshchííʼ Ląʼí) es una sierra en el condado de Cíbola al noroeste de Nuevo México (con una pequeña parte en el condado de McKinley). La sierra se ubica principalmente en el bosque nacional de Cíbola, se ubica al sur de la interestatal 40 del sureste de Gallup hacia el suroeste de Grants. El cordal montañoso se extiende por 60 millas con un ancho de 40 millas. Su punto más elevado se encuentra en el monte Sedgwick de 2 821 m, con otro pico de 1 950 m.
Entre los aspectos topográficos más importantes en sus predios son la reserva India de los Zuñi, la reserva india de Ramah Navajo y el monumento nacional de El Morro al suroeste, el monumento nacional de El Malpaís al sur, el Pueblo de Acoma al este y la reserva india Navajo al norte.